# Sandong zhunang (Tang-Dynastie)
Das Sandong zhunang (chinesisch 三洞珠囊, W.-G. San-tung chu-nang, englisch A Bag of Pearls from the Three Caverns/Pearl Satchel of the Three Caverns – „Der Perlenbeutel aus den Drei Höhlen“) ist eine daoistische Enzyklopädie (leishu) aus dem 7. Jahrhundert, die viele Zitate aus früheren Werken enthält. Sie wurde von Wang Xuanhe (王懸河 / 王悬河) kompiliert. Das Werk ist im Daoistischen Kanon enthalten (DZ 1139).